# Anthony Maurice
 (avril 2015).
Si vous disposez d'ouvrages ou d'articles de référence ou si vous connaissez des sites web de qualité traitant du thème abordé ici, merci de compléter l'article en donnant les références utiles à sa vérifiabilité et en les liant à la section « Notes et références ».
Anthony Maurice (né le 19 février 1979 à Épinal) est un joueur professionnel de hockey sur glace. Il est actuellement[Quand ?] le manager général du club de hockey français des Gamyo Épinal, équipe qui évolue depuis 2004 dans l'élite française.

## Biographie

### Carrière de joueur
Formé à Épinal, il débute dans l'équipe professionnelle en 1996 en Division 1. Le club faisant face à des problèmes financiers, il s'en remet à ses jeunes pousses parmi lesquelles Guillaume Chassard et Guillaume Papelier.
Tout au long de sa carrière il sera fidèle à son club formateur, prenant sa retraite en 2007 pour se consacrer à une reconversion au sein du club et après avoir joué la finale de la Coupe de France de hockey sur glace à Bercy devant plus de 12 000 spectateurs, un record à l'époque. En outre il a également été sacré champion de France de Division 1 en 2003.

### Après carrière
Après sa carrière de joueur il devient entraîneur-assistant de Shawn Allard avant de devenir manager général du club en 2010, poste qu'il occupe toujours actuellement[Quand ?].

### Vie privée
Il est le fils de Claude Maurice, président des Gamyo Épinal.